# Lightweight Rucksack

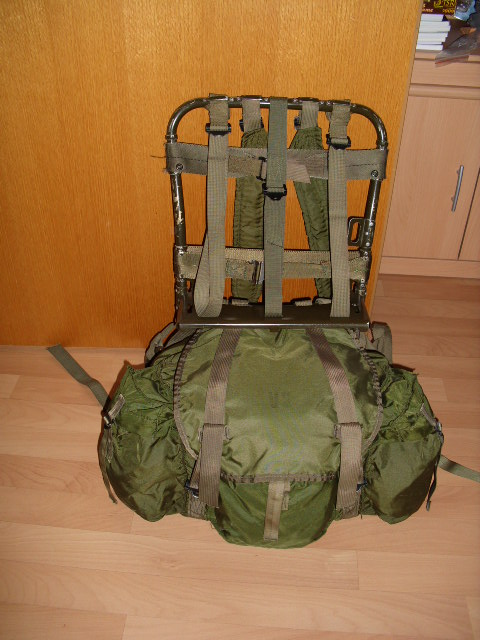
Lightweight Rucksack mit Rahmen

Der Lightweight Rucksack ist ein leichter Nylon-Rucksack mit Aluminium-Rahmen, der entweder geschweißt oder genietet ist. Dieser Rucksack wurde von den US-Streitkräften vorwiegend während des Vietnamkrieges verwendet. Es gab mehrere Ausführungen des Rucksacks.

## Geschichte
Der Lightweight Rucksack wurde 1962 als T62-1 entwickelt und war zunächst für den Einsatz in arktischen Gebieten vorgesehen. 1965 erfolgte die Übernahme als Standard-Ausrüstungsgegenstand.
Die Soldaten der US-Armee waren zu dieser Zeit mit der M1956-Trageausrüstung ausgestattet. Teil dieser Ausrüstung war die kleine Kampftasche "Pack, field M1956", in der der Soldat Verpflegung und Toilettenartikel sowie trockene Unterwäsche mitführen sollte. Bereits vor dem Einsatz in Vietnam hatte sich gezeigt, dass die Kampftasche für diesen Zweck deutlich zu klein war. Als Ersatz wurde die etwas größere Kampftasche "Pack, field M1961" eingeführt. Diese bot einen größeren Staumraum und schützte den Inhalt besser vor Regen.
Da aber die Einsatzrealität in Vietnam ganz anders war, als die Planer der US Army vorgesehen hatten, zeigte sich schnell, dass auch diese Kampftasche nicht ausreichte: die Soldaten waren nicht – wie für die mechanisierte Kriegsführung in Nordwesteuropa geplant – immer in der Nähe ihrer Transportmittel, sondern blieben oft über Nacht im Dschungel. Da der Lightweight Rucksack bereits verfügbar war, wurde er nach Vietnam verschifft und an die Kampftruppen ausgegeben. Im Juli 1973, nachdem die letzten US-Kampftruppen Vietnam verlassen hatten, wurde die Produktion des Lightweight Rucksack eingestellt. Der Lightweight Rucksack wurde ab 1974 durch die Rucksäcke der A.L.I.C.E.-Trageausrüstung ersetzt.

## Beschreibung

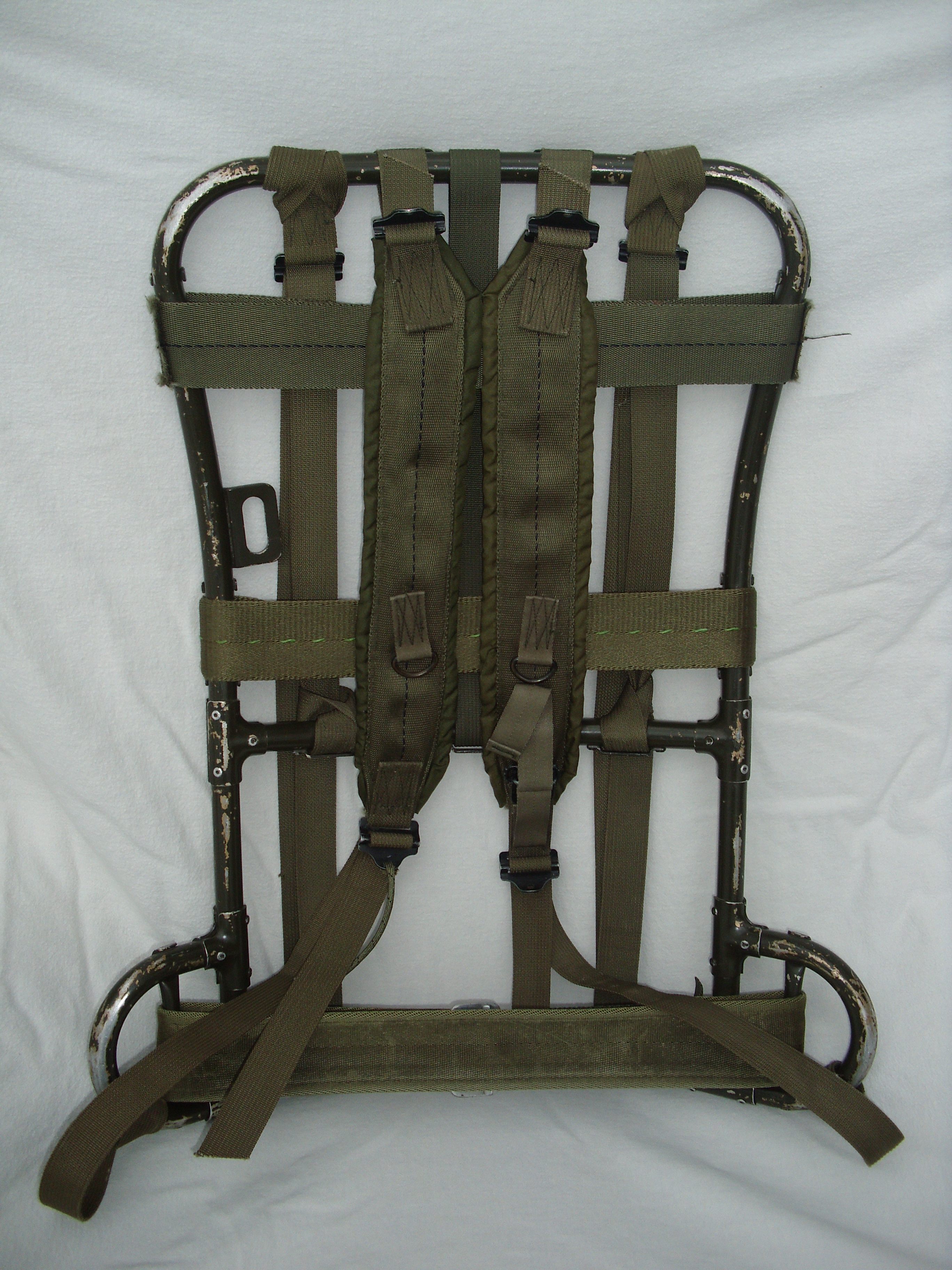
Rahmen

Der Lightweight Rucksack besteht aus zwei Teilen, dem eigentlichen Rucksack und dem Rahmen („frame“).
Der Rucksack ist aus wasserabweisendem Nylon im Farbton „olive green army shade 106“, einem hellen Olivgrün. Es gibt ein Hauptfach, das mehr als den doppelten Stauraum der M1961-Kampftasche bietet. Es wird mit einem Kordelzug, der durch Metallösen am oberen Rand geführt wird, verschlossen. Zusätzlich wird die Öffnung mit einer großen Regenschutzklappe bedeckt.
Die Regenschutzklappe hat auf der Innenseite ein Fach, in dem sich die auf imprägnierten Stoff gedruckte Anleitung für den Gebrauch des Rucksacks befindet.
Außen am Rucksack befinden sich drei Nebenfächer, die mit Riemen und Schnallen verschlossen werden. Das mittlere der drei Fächer ist ein wenig größer als die beiden anderen. Diese sind mit Tunneln versehen, d. h., man kann zwischen dem Hauptfach und der Rückseite des Nebenfachs Gegenstände hindurchschieben.
Außen an das Hauptfach sind vier kurze, breite Gurtstreifen aufgenäht, die über je zwei Metallösen verfügen. Hieran lassen sich nahezu sämtliche Ausrüstungsgegenstände mit den Schiebe-Clips („slide keeper“) der M1956-Ausrüstung oder mit den Metallhaken der M1910-Ausrüstung am Rucksack anbringen.
Auf der Rückseite des Hauptfachs befinden sich zwei Riemen, mit denen der Rucksack am Rahmen festgeschnallt wird. Seitlich am Hauptfach befinden sich je ein schmaler Riemen, mit dem der Rucksack gegen seitliches Verrutschen auf dem Rahmen gesichert wird, sowie zwei Riemen, mit denen eine Deckenrolle am Rucksack befestigt werden kann. Der Rucksack kann sowohl oben als auch unten am Rahmen angeschnallt werden.
Der Rucksack kann auch ohne den Rahmen getragen werden. Hierzu werden die Schulterriemen vom Rahmen abgenommen und direkt an den Rucksack geschnallt. Da der Rucksack aber keine eigene innere Verstärkung hat, sackt er dabei formlos zusammen.
Der U-förmige Rahmen besteht aus dunkel olivgrün lackiertem Aluminiumrohr und hat flache Metallösen, die die verschiedenen Riemen vor dem Verrutschen sichern. Am oberen Teil des Rahmens werden die gepolsterten Schulterriemen befestigt; der linke Schulterriemen hat einen Schnellverschluss, der ein Abwerfen des Rucksacks erlaubt. Zwei breite Querriemen verbinden die Hauptholme des Rahmens und bilden die Rückenauflage. Der ober Querriemen verfügt über Metallösen für die Haken der M1910-Ausrüstung. Beide Querriemen sind breit genug, um an ihnen Teile der M1956-Ausrüstung mittels Schiebeclips zu befestigen. Am unteren Teil des Rahmens befindet sich ein breiter Gurt als Hüftpolster. Ein ebenfalls dort befestigter Beckengurt verhindert das Verrutschen des Rahmens auf dem Rücken (am abgebildeten Rahmen fehlt dieser Beckengurt – er wurde im Einsatz oft abgenommen, da er ein schnelles Abwerfen des Rucksacks verhinderte). Drei zusätzliche Gurte dienen zum Verzurren von Ausrüstung auf dem Rahmen.
Im Laufe der Produktion gab es verschiedene Versionen des Rahmens, die sich nur in Details unterscheiden. Frühe Rahmen sind geschweißt, spätere (wie der hier gezeigte) sind zusammengenietet. Manche Modelle haben nur einen der breiten Querriemen.

## Zubehör

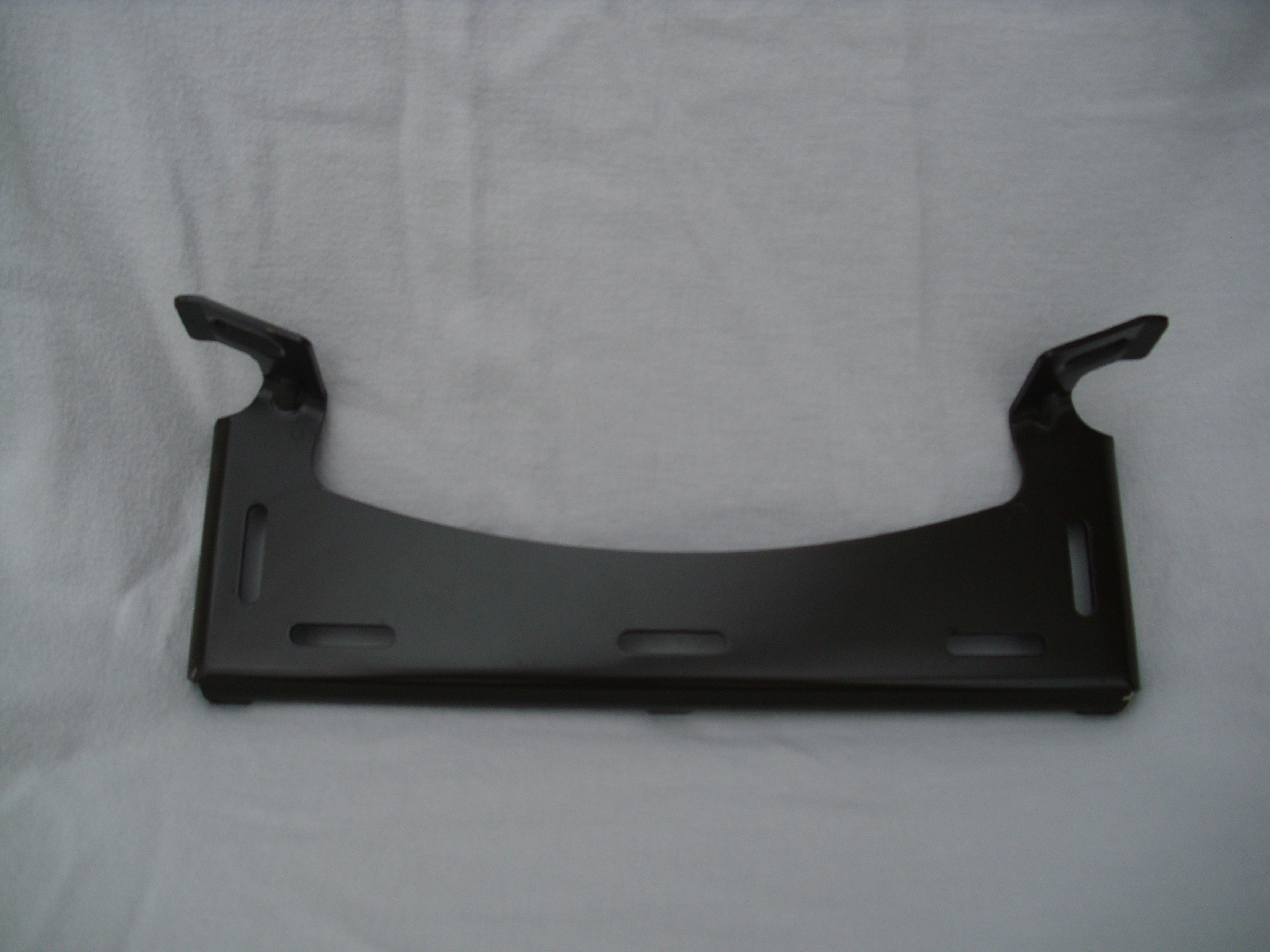
Zubehör „cargo shelf“

Zum Rahmen gehört eine Frachtablage („cargo shelf“), die zwischen den seitlichen Holmen des Rahmens eingehängt werden kann und dazu dient, schwerere Lasten (Funkgerät, MG-Gurtkasten) zu befördern (auf dem oberen Bild ist das cargo shelf oberhalb des Rucksacks in den Rahmen eingehängt).
Ein Gewehrträger („rifle butt pocket and strap assembly“), der dazu diente, das Gewehr beim Bergsteigen oder Skifahren zu sichern, wurde in Vietnam nicht ausgegeben, ebenso wenig der weiße Schneetarnüberzug.

## Im Einsatz

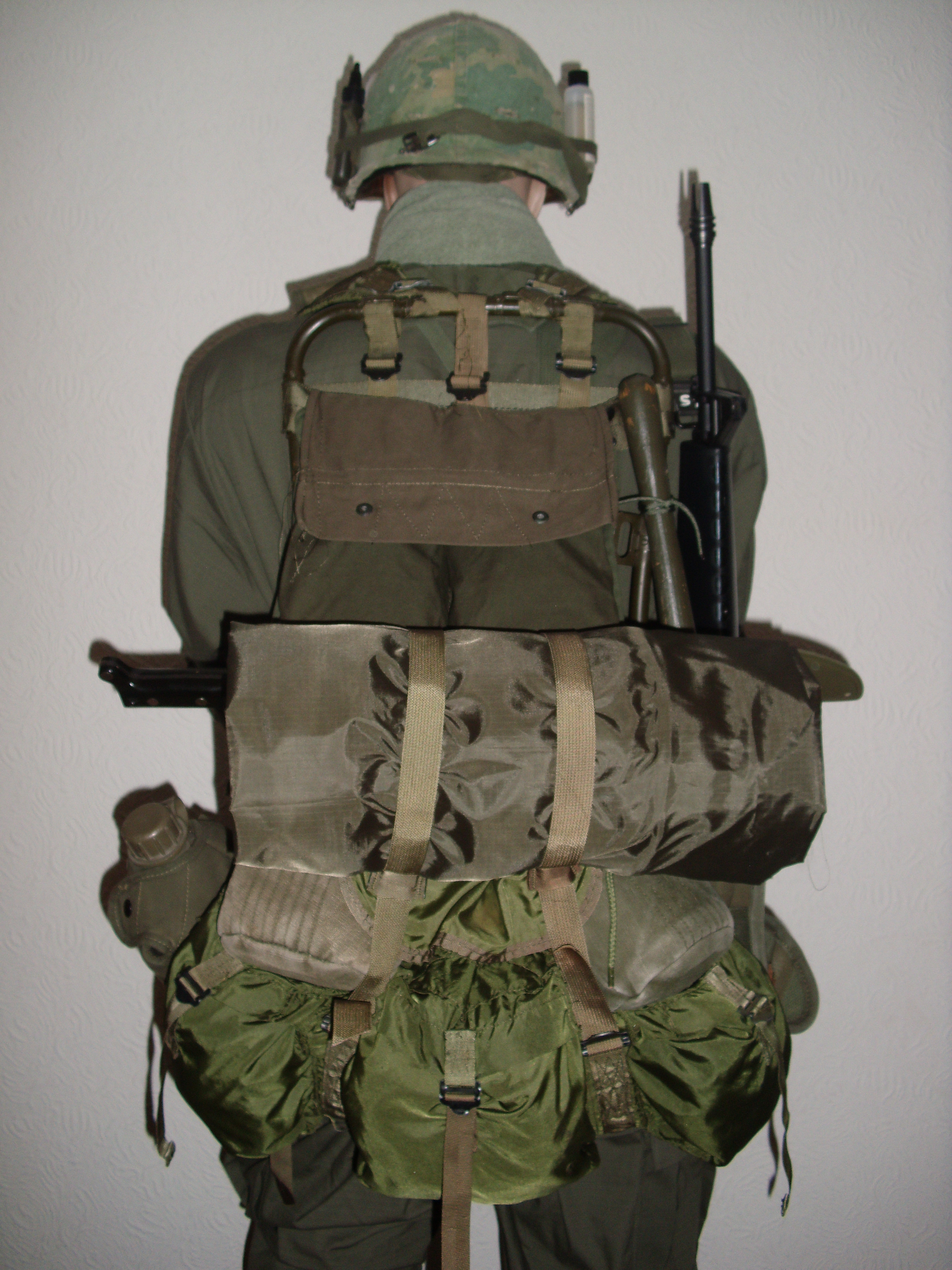
Beladener Lightweight Rucksack

Der Lightweight Rucksack stellte eine deutliche Verbesserung gegenüber der bisher verwendeten Kampftasche dar, da er viel mehr Stauraum bot. Allerdings bedeckte er den gesamten Rücken des Trägers, wodurch es nicht möglich war, zusätzliche Ausrüstung hinten am Lochkoppel zu befestigen. Üblicherweise trug man bei der M1956-Ausrüstung dort die Kampftasche (auf die man mit dem Rucksack aber verzichten konnte), den Klappspaten und zwei Feldflaschen. Daher befestigten die Soldaten diese Ausrüstungsteile am Rucksack.
Oft wurde der Rucksack im Einsatz so sehr mit Ausrüstung behangen, dass nur der obere Rand des Rahmens erkennen lässt, dass der Soldat überhaupt einen solchen Rucksack trägt. Es wurde im Einsatz schnell üblich, nur Verbandpäckchen, Munition und Handgranaten am Koppel zu befestigen, die übrigen Ausrüstung am Rucksack. Kam es zum Feuergefecht, warfen die Soldaten den Rucksack ab, um ihn nach Beendigung des Gefechtes wieder aufzulesen. Der Rahmen ist lediglich lackiert – die Lackierung reibt schnell ab, und das helle Aluminium wird sichtbar. Das erhöht die Sichtbarkeit für den Gegner. Beim A.L.I.C.E.-Tragesystem verwendete man daher eine deutlich haltbarere Beschichtung.
Der abgebildete Infanterist trägt an seinem Rucksack drei Feldflaschen, seinen Klappspaten (kopfüber), den Poncho mit eingerolltem Liner und eine Machete. Am Rahmen ist die Tasche einer Richtmine M18A1 "Claymore" befestigt, in der zusätzliche Magazine für sein M16A1-Gewehr verstaut sind.